# Wegkreuz im Aichacher Feld (Laimering)

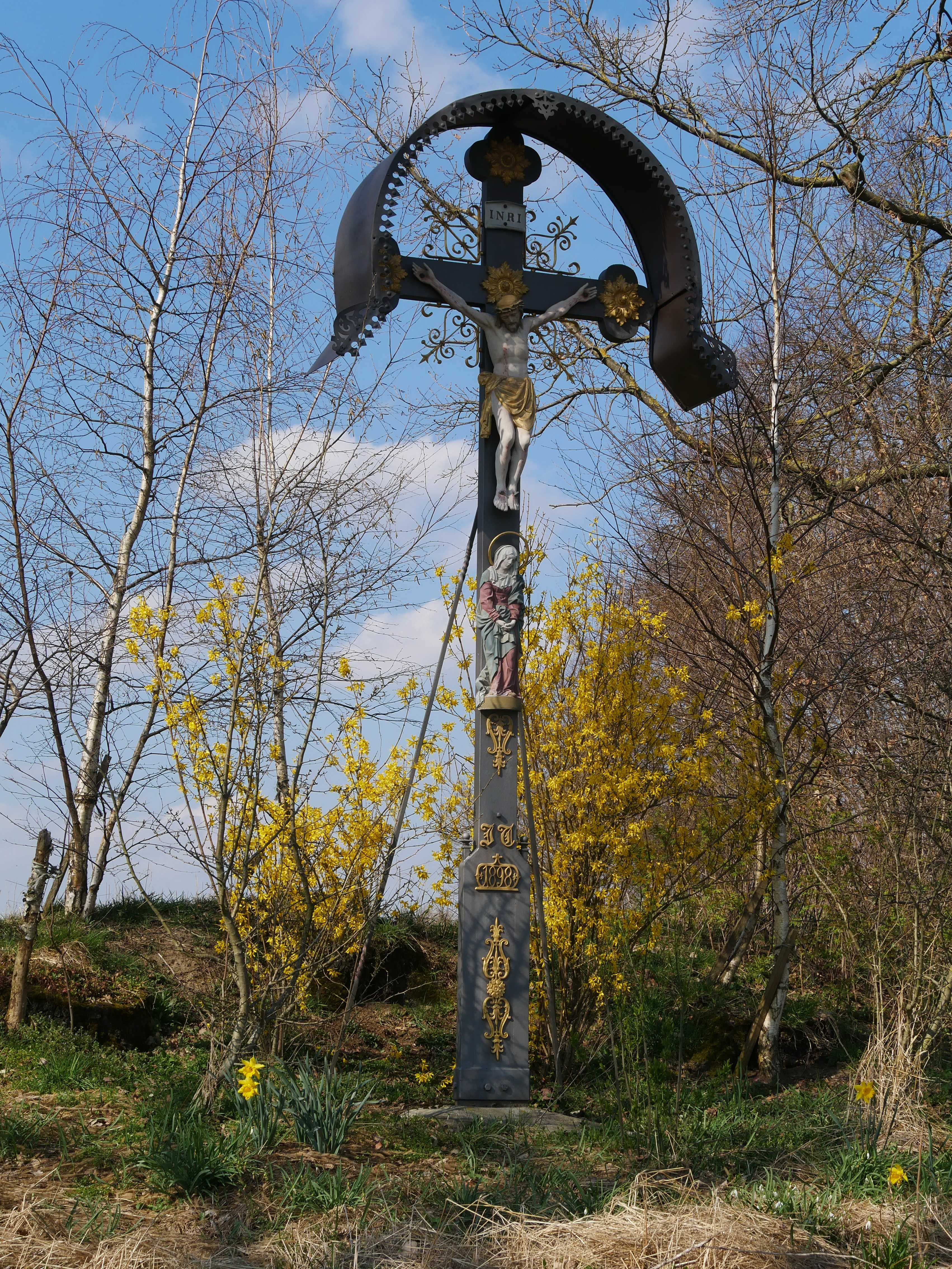
Wegkreuz im Aichacher Feld in Laimering

Das Wegkreuz im Aichacher Feld in Laimering, einem Ortsteil der Gemeinde Dasing im schwäbischen Landkreis Aichach-Friedberg, wurde 1898 geschaffen. Das Wegkreuz an der Straße nach Aichach ist ein geschütztes Baudenkmal.
Das schmiedeeiserne Kreuz ist den Initialen und dem Datum am Kreuzesstamm zufolge von dem einheimischen Schmied Johann Treffler ausgeführt und aufgestellt worden. Die gusseisernen Figuren, das sind der Christuskorpus und Maria als Schmerzensmutter, stammen von der Eisengießerei F. S. Kustermann in München.
Das Wetterdach wurde 1975 erneuert.